# História do Camboja
O território do Camboja (também conhecido internacionalmente, durante alguns anos, como Campucheia), situado na fértil bacia do Rio Mekong, no sudeste asiático, é coberto por florestas tropicais e cortado por três grandes cadeias de montanhas. Diversos conflitos causaram a morte de milhões de cambojanos nas últimas décadas. Os Estados Unidos bombardearam massivamente o país até 1975. No contexto da Guerra de Vietnã, entre 600.000 e 800.000 cambojanos foram mortos durante esta campanha militar. Na década de 1970, o Camboja foi vítima do regime Khmer Vermelho, liderada por Pol Pot.

## Pré-história

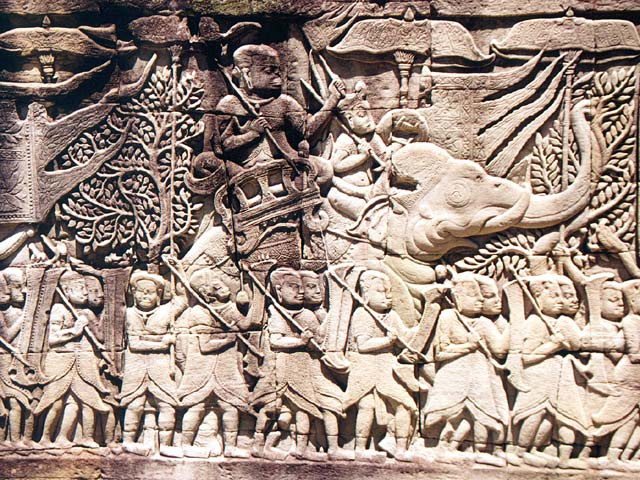
O exército Khmer indo para a guerra contra Champa.

Pouco se sabe sobre a pré-história no território do Camboja. As esparsas evidências para a ocupação humana durante o Pleistoceno são algumas ferramentas feitas a partir de quartzo e quartzito, encontrados ao longo dos terraços do rio Mekong nas províncias de Stung Treng, Kratié e Kampot, mas não há datas para essa ocupação até ao momento.
Outras evidências arqueológicas mostram comunidades de caçadores-coletores habitando a região do atual Camboja durante o Holoceno. O sitio arqueológico considerado como mais antigo no país é a caverna de Laang Spean, em Battambang, e pertence ao período hoabinhiano. Escavações nas camadas mais profundas indicam uma ocupação desde 6000 a.C. Nas camadas mais superficiais do mesmo sítio, existem evidências de transição para o Neolítico, contendo dados das primeiras cerâmicas cambojanas.
Dados arqueológicos para o período entre o Holoceno e a Idade do Ferro são muito escassos. Outros sítios pré-históricos famosos na região são o Samrong Sen (não muito longe da antiga capital Oudong), onde as escavações na região se iniciaram em 1877 e Phum Snay, na província do norte de Banteay Meanchey. Artefatos pré-históricos também foram encontrados em Ratanakiri durante uma mineração.
A evidência pré-histórica que chama mais atenção, provavelmente são os canais circulares (possivelmente canais de drenagem ou de irrigação) descobertos em Memot e nas adjacências do Vietname nos anos 1950. Sua função ainda não está clara, mas as datas mostram que sua construção pode ter sido em 2000 a.C.
Um grande acontecimento na pré-história cambojana é a lenta introdução do cultivo de arroz na região norte do país, que se iniciou em torno de 3000 a.C.. Os povos que disseminaram essa cultura do arroz provavelmente falavam um língua mon-khmer. O ferro começou a ser trabalhado em torno de 500 a.C. Grande parte das evidências arqueológicas que revelam a pré-história e história antiga no Camboja vem do planalto de Khorat, que atualmente é parte do território da Tailândia. No atual território do país, foram encontrados alguns assentamentos da Idade do Ferro em torno dos templos angkorianos, como Baksei Chamkrong, e alguns canais circulares — como Lovea — localizados a nordeste de Angkor. Sepultamentos, muito ricos, atestam a existência de fartura de alimentos e comércio (mesmo a longa distância: em 400 a.C. já existia comércio com a Índia), a existência de estruturas sociais e trabalho organizado na sociedade da época.

## História antiga

### Reino de Funan
O Reino de Funan dominava grande parte do atual território cambojano, concentrando-se em torno do delta do rio Mekong. As poucas informações acerca do antigo reino são provenientes de textos históricos chineses, que basearam-se nos relatos de dois diplomatas do Reino de Wu Nanking que, juntos, peregrinaram por Funan em meados do século III. Entretanto, o nome "Funan" não é mencionado nos textos de origem cambojana, acreditando-se que estes tenham dado um outro nome ao antigo reino.

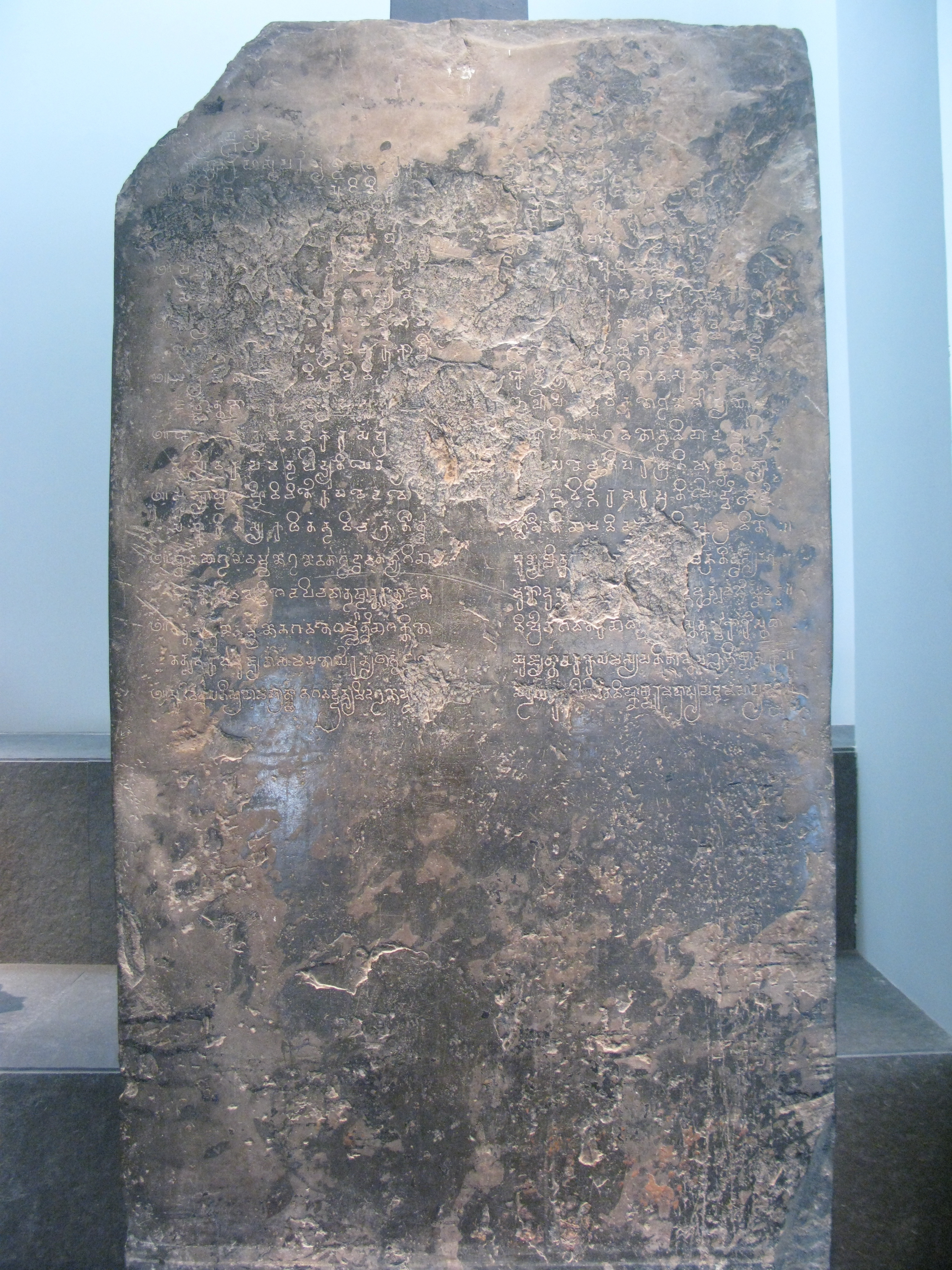
Esta estela encontrada no distrito de Thap Muoi, na província de Dong Thap, no Vietname, é um dos poucos escritos existentes que podem ser atribuídos ao Reino de Funan. O texto está em sânscrito, escrito em alfabeto Grantha, da dinastia Pallava, datado do século V, e conta a história de uma doação em honra de Vishnu por um príncipe da linhagem Gunavarman Kaundinya. Encontra-se no Museu da História, na Cidade de Ho Chi Minh (Vietname).

Alguns estudiosos atuais têm especulado sobre a origem e o significado da palavra "Funan". Costuma-se dizer que o nome representa uma transcrição de algum idioma local para o chinês. O historiador francês Georges Coedes apresentou a teoria de que, ao usar a palavra Funan, antigos estudiosos chineses transcreveram uma palavra relacionada a "Vnam" (em khmer, significando "montanha"). No entanto, o epigrafista Claude Jacques ressaltou que essa explicação foi baseada em uma tradução da palavra sânscrita "parvatabùpála", nas inscrições antigas, equivalente a uma identificação do rei Bhavavarman, visto como o conquistador de Funan. Também observa-se que o carácter chinês 南 é frequentemente usado em termos geográficos, podendo significar "do Sul", o que leva a acreditar, também, que os chineses usaram a palavra no sentido de nomear outros locais ou regiões do sudeste da Ásia. Assim sendo, Funan pode ser uma palavra originalmente chinesa que significa algo como "pacificada do Sul".
Assim como a origem do nome do reino, a natureza etnolinguística do povo é objeto de muita discussão entre os especialistas. As principais hipóteses são de que os funaneses eram em sua maioria mon-khmer, ou que eles eram em sua maioria austronésios, ou que eles constituíam uma sociedade multiétnica. De acordo com Michael Vickery, a evidência disponível não é conclusiva sobre esta questão. Embora a identificação da língua de Funan não seja possível, as evidências sugerem fortemente que a população era khmer. Os resultados arqueológicos demonstraram "uma verdadeira descontinuidade entre os pré-níveis angkorianos", indicando uma dominação linguística na área sob o controle de Funan.
Com base nos testemunhos dos historiadores chineses, acredita-se que o Reino de Funan tenha se estabelecido no primeiro século d.C, no delta do rio Mekong, apesar de pesquisas arqueológicas apresentarem que a extensa ocupação humana na região tenha sido datada até o século IV a.C. Embora considerado por autores chineses como uma única organização política unificada, alguns estudiosos modernos suspeitam de que Funan pode ter sido uma coleção de cidades-estados que, por vezes, guerrearam entre si e em outros momentos constituíam uma unidade política, como foi sugerido pelo historiador vietnamita Hà Văn Tấn. Escavações em Angkor Borei, no sul do Camboja, também deixa evidências de que Funan era uma sociedade complexa e sofisticada, com alta densidade populacional, tecnologia avançada — possuindo um porto na costa litorânea entre o Vietname e Camboja — e abastecido por um sistema de canais.
Na suposição de que Funan possuía uma única política unificada, os estudiosos avançaram vários argumentos linguísticos sobre a localização de sua "capital". Uma teoria, baseada na conexão presumida entre a palavra "Funan" e a palavra khmer "Phnom", sugere a capital do reino nas proximidades de Ba Phnoṃ, na província de Prey Veng. Outra teoria, proposta por George Coedes, é que a capital era uma cidade identificada em inscrições angkorianas como "Vyādhapura". Coedes baseou sua teoria em uma passagem nas histórias chinesas que identificam a capital como "Temu" (特 牧, pinyin: temu), atribuindo este nome a uma transcrição da palavra Khmer "dalmāk", que ele traduziu como "caça". Esta teoria foi rejeitada por outros estudiosos, alegando que "dalmāk" significa "caçador", e não "caça". Embora haja discordãncia, os historiadores e estudiosos afirmam que a provável capital (ou capitais) do Reino de Funan estava localizada no sul do Camboja.

### Reino Chenla
Chenla é, provavelmente, o primeiro estado khmer a existir no período de cerca de 550 a 802 d.C, abrangendo além do atual Camboja, partes de províncias do sul do Vietnã moderno. O nome do reino, Chenla, é visto como uma designação chinesa para a região do Camboja após a queda de Funan, apesar de alguns estudiosos modernos usarem o nome para identificar o Estado Khmer surgido no final do século VI e tendo permanecido até ao IX. Os reis da dinastia de Chenla se originaram a partir de figuras mitológicas, como Campu e Lây-Naga (filha do deus da água, uma jovem mulher que tornou-se sólida).
O reino esteve na condição de um estado vassalo de Funan por cerca de 60 anos (aproximadamente até 550 d.C). Por volta do século VI, Chenla conquistou o norte de Funan. Finalmente, no século VII (aproximadamente no período entre 612–628), este estado conquistou todo o Funan e sua população, absorvendo sua cultura. Em 613, Ishanapura tornou-se a primeira capital do novo império.
Para sua administração, Chenla foi dividida em dois estados: o do norte, referido como "Chenla da Terra", e o do sul, como "Chenla do Mar". Chenla da Terra abrangia a região central até à província do sul do Laos, onde hoje é Champassak. Já o sul, ou Chenla do Mar, ocupava o território ao longo do Delta do rio Mekong e o litoral. Em 715, o reino foi dividido novamente, desta vez em pequenos estados.

### Império Khmer

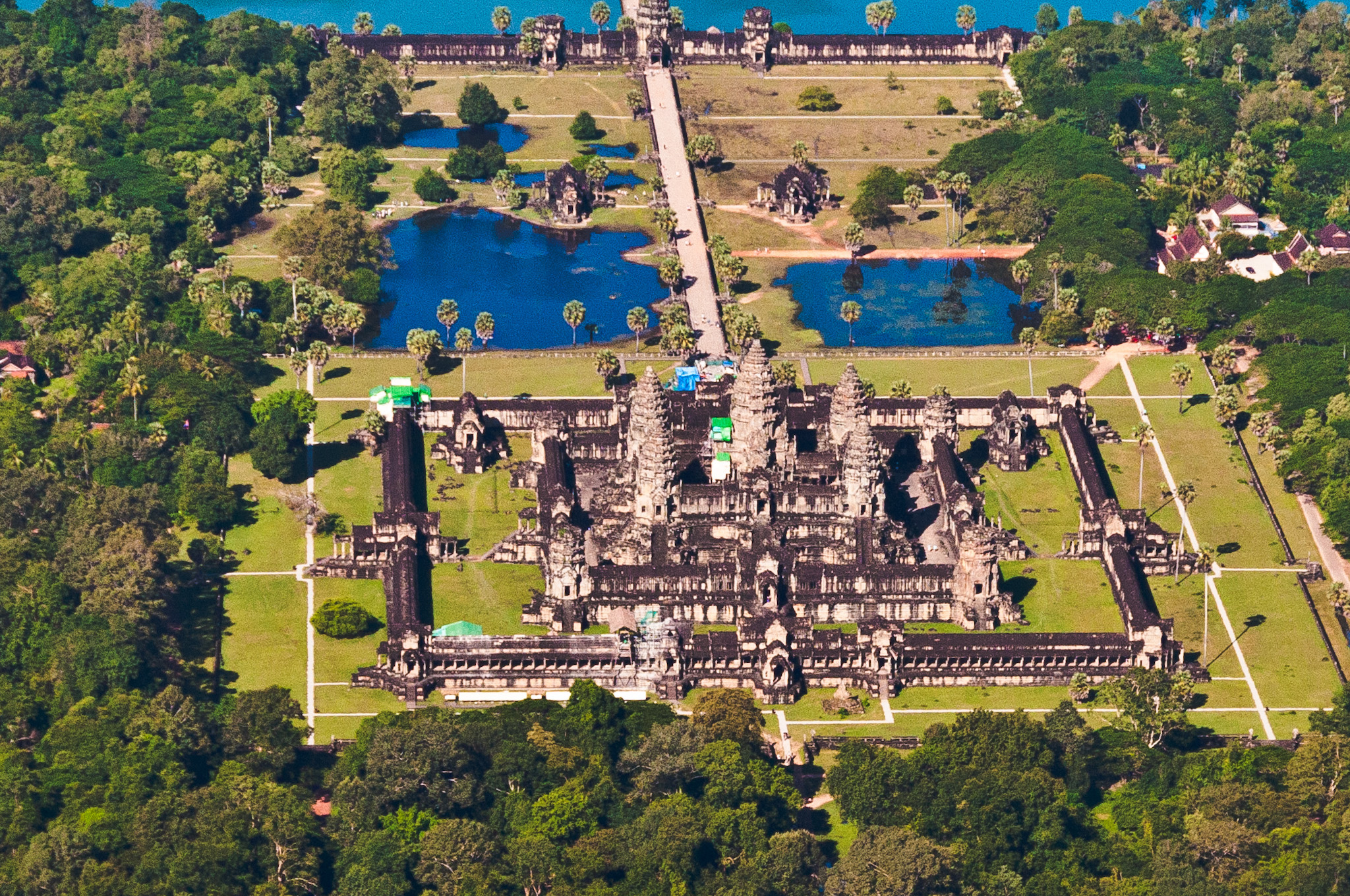
Angkor Wat, um dos monumentos do país.

Durante os séculos III, IV e V, os estados indianizados de Funan e Chenla se uniram e tiveram domínio sobre o atual Camboja e sudoeste do Vietname. Esses estados são encarados por muitos estudiosos como sendo parte do Khmer. O domínio substituiu o budismo mahayana pelo hinduísmo, no quesito religioso, que permaneceu como religião oficial durante toda a dominação de Funan e Chenla. Durante mais de 2 000 anos, o Camboja, assim como Myanmar, foi influenciado pela Índia e pela China, fazendo com que sua influência fosse para fora de seu atual território reduzido e passando esse conhecimento e cultura para outras civilizações do sudeste asiático, que correspondem hoje ao leste da Tailândia, sudoeste do Vietname e ao Laos. Em torno do século XIII, o budismo teravada foi reintroduzido no país por monges do Sri Lanka, que eram vistos como os homens mais respeitáveis dentro das comunidades e vilas que surgiam em torno dos templos. Isso resultou no crescimento e predominância do budismo teravada e a perda de influência do hinduísmo e budismo mahayana.

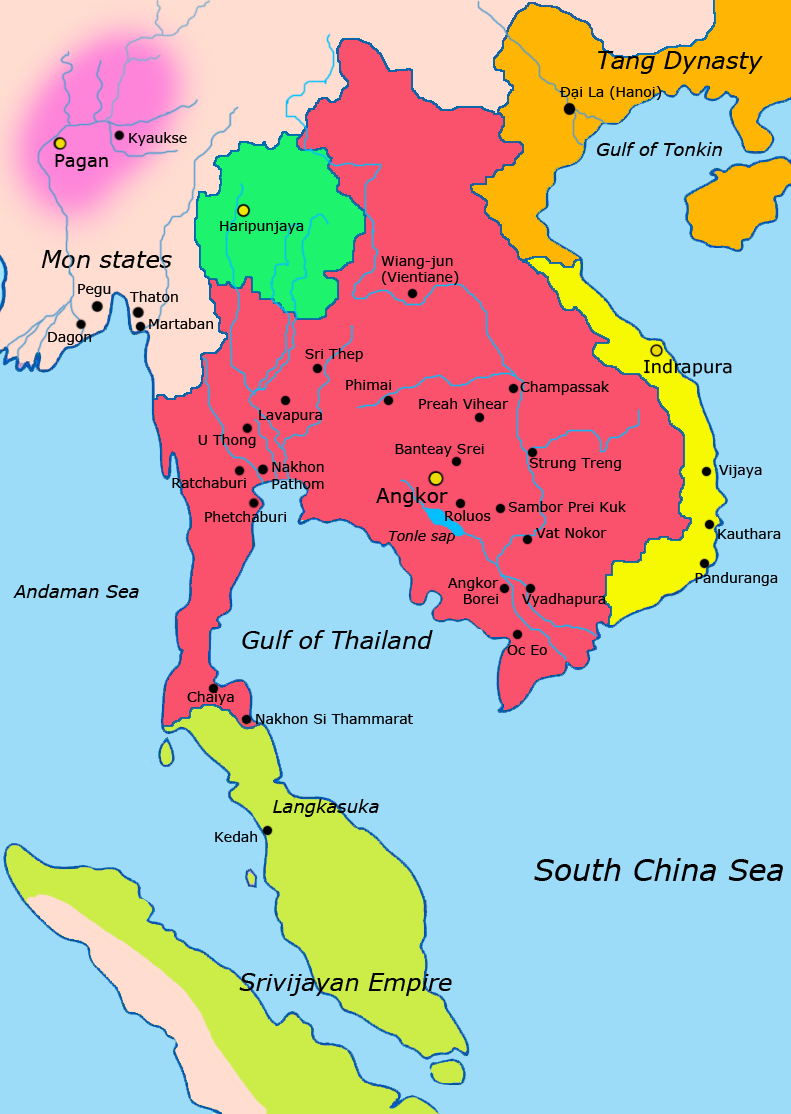
Mapa do Sudeste Asiático em torno de 900 d.C. O território do Império Khmer está em vermelho.

A partir desse período, o Império Khmer começou a declinar, mas manteve-se no poder até ao século XV. O centro do poder do império estava em Angkor, onde uma série de capitais foram construídas durante o auge do império. Calcula-se que somente o templo de Tah Prohm, um dos construídos pelo rei Suryavarman II, foi servido por mais de 12 mil cortesãos, entre sacerdotes, dançarinas e engenheiros em seu auge, além dos exércitos do império, ou das legiões de agricultores que cultivavam o arroz. Ao longo de sua história, o Império Khmer travou batalhas contra os Chams (do sul do Vietname), bem como contra diferentes povos tailandeses. Angkor poderia ter suportado uma população de até 1 milhão de habitantes à época, podendo ter sido a maior cidade do mundo até à Revolução Industrial, tendo em vista que Londres possuía população de aproximadamente 30 000 habitantes. Angkor Wat, o mais famoso e preservado templo religioso desse período, é um resquício de um passado cambojano com um grande e influente poder regional. O templo é hoje um dos maiores do gênero religioso no mundo, cuja construção se iniciou em 1140.
Trabalhos arqueológicos revelam que, ainda no śeculo XIII, o sistema de água que favorecia Angkor estava sob forte tensão. Em meados de década de 1200, uma enchente destruiu parte das obras de terraplanagem do West Baray. Os engenheiros angkorianos, ao invés de repararem a violação, apenas retiraram os escombros de pedra que foram usados em outros projetos, danificando o sistema de irrigação. Após cerca de um século, Angkor enfrentou dois ciclos de décadas de secas extremas, presumivelmente entre 1362–1392 e 1415–1440. Neste período, a capital já havia perdido grande parte do controle de seu império, deixando-o vulnerável aos constantes ataques dos tailandeses. O período foi marcado por longas séries de guerras contra os reinos vizinhos. Angkor foi invadida e saqueada abruptamente pelos tailandeses por volta de 1430 e em 1431 foi abandonada pelo Império Khmer, devido à quebra de sua infraestrutura e desastres ecológicos.
A corte moveu a capital para Lovek, uma aglomeração mais ao sul, próxima da atual capital do país, Phnom Pehn. Em Lovek, o reino passou a usufruir do comércio marítimo, devido à região estar localizada mais próxima da área costeira e estar geograficamente próxima ao lago Tonle Sap. Apesar da mudança da capital do império, os monges budistas continuaram a adorar no templo de Angkor Wat, embora os demais templos e edifícios do complexo de Angkor tenham sido abandonados e dominados pela vegetação local. As constantes guerras do império contra os tailandeses e vietnamitas se mantiveram, resultando na perda de mais território e na conquista de Lovek em 1594. Nos próximos três séculos seguintes, o reino Khmer alternou entre ser um estado vassalo dos tailandeses e vietnamitas e curtos períodos de relativa independência dos mesmos.

## Indochina francesa

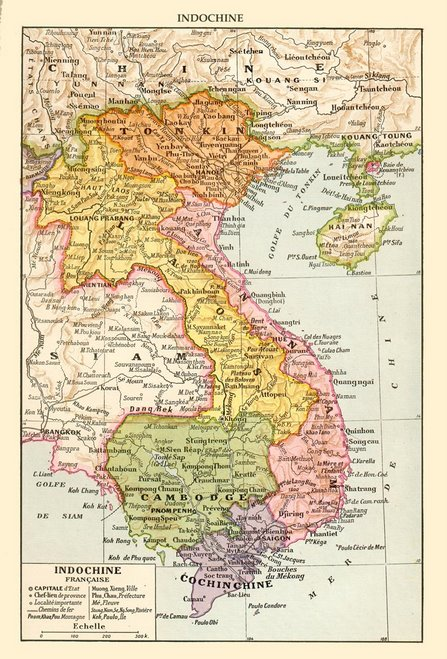
Mapa da Indochina Francesa em 1930.

Em 1863, o rei Norodom, que havia sido colocado no poder pela Tailândia, pediu a proteção da França contra os tailandeses e vietnamitas, após a tensão entre esses reinos ter crescido. Em 1867, o rei tailandês assinou um tratado com a França renunciando sua soberania sobre o Camboja, em troca do controle das províncias de Battambang e Siem Reap, que passaram a pertencer oficialmente à Tailândia. Essas províncias voltaram a fazer parte do Camboja após um tratado entre a França e a Tailândia, em 1906.
O Camboja continuou como protetorado francês de 1863 a 1953, sendo administrado como parte da colônia da Indochina Francesa, menos durante a ocupação por parte do Império Japonês de 1941 a 1945, durante a Segunda Guerra Mundial. Após a morte do rei Norodom, em 1904, a França influenciou na escolha de quem deveria suceder no trono, e Sisowath, irmão de Norodom, foi colocado no trono cambojano. O trono ficou vago novamente em 1941 com a morte de Monivong, filho de Sisowath, e a França ignorou o herdeiro legítimo, Monireth, filho de Monivong, por acreditar que ele possuía ideais de independência. Ao invés disso, Norodom Sihanouk, na época com 18 anos, foi colocado no poder.

## Independência e Guerra do Vietnã
A França acreditava que também poderia influenciar nas ações e iniciativas do rei Norodom Sihanouk. Todavia, em 9 de novembro de 1953, sob seu reinado, o Camboja declarou a independência da França. Foi após a Segunda Guerra Mundial que o forte sentimento nacionalista, liderado pelo recém-surgido Partido Popular Revolucionário do Kampuchea (KPRP/PPRK), sob os auspícios do Vietname, levou a França a conceder a independência cambojana. Quando a Indochina Francesa concedeu a independência, o Camboja perdeu oficialmente o delta do Mekong, que passou para a soberania vietnamita. Na prática, a área já vinha sendo controlada pelo Vietname desde 1698, quando o rei Chey Chettha II permitiu que o país vizinho construísse assentamentos na área, que cada vez mais se tornava densamente populosa. Ainda sob o reinado de Sihanouk, o país tornou-se uma monarquia constitucional.

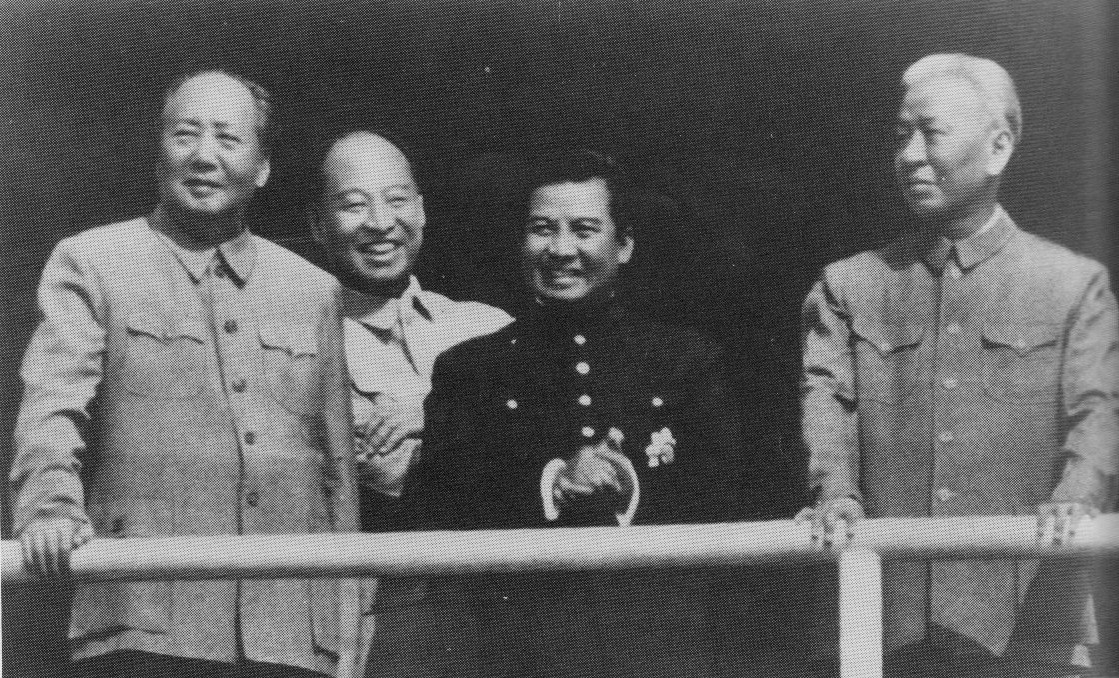
Norodom Sihanouk e Mao Zedong em 1956.

Em 1955, Sihanouk abdicou em favor de seu pai, Norodom Suramarit, sendo eleito primeiro-ministro. Após a morte de seu pai em 1960, Sihanouk novamente assumiu o poder no país, com o título de príncipe. Enquanto isso, o país vizinho, Vietname, enfrentava a maior confrontação armada em que o país se havia visto envolvido: a Guerra do Vietnã. Inicialmente, o Camboja não foi afetado pele conflito na nação vizinha, mas à medida que a Guerra do Vietnã avançava, Sihanouk adotou uma política oficial de neutralidade na Guerra Fria, embora ele tenha sido considerado simpático à causa comunista. Sihanouk permitiu que os comunistas vietnamitas usassem o Camboja como um santuário e uma rota de abastecimento de armas e outros auxílios para as suas forças armadas que lutavam no Vietnã do Sul. Esta política foi vista como humilhante por muitos cambojanos.ref name="República Khmer 2"/>
Em dezembro de 1967, em entrevista ao jornalista Stanley Karnow, do jornal norte-americano Washington Post, Sihanouk afirmou que, caso os Estados Unidos bombardeassem os santuários comunistas vietnamitas, ele não iria se opor, a menos que os cambojanos fossem mortos. A mesma mensagem foi transmitida ao emissário do presidente dos Estados Unidos, Johnson Chester Bowles, em janeiro de 1968. Os membros do governo e do exército tornaram-se ressentidos com a personalidade dominante de Sihanouk, bem como sua inclinação para os Estados Unidos.

## República Khmer
Ao visitar Pequim em 1970, Sihanouk foi deposto por um golpe militar liderado pelo primeiro-ministro General Lon Nol e o príncipe Sisowath Sirik Matak. O apoio dos Estados Unidos para o golpe ainda não foi provado. No entanto, uma vez que o golpe foi concluído, o novo regime, que imediatamente exigiu que os comunistas vietnamitas deixassem o Camboja, ganhou o apoio político dos Estados Unidos. Sihanouk se estabeleceu em Pequim, na China, onde foi forçado a adaptar-se aos comunistas chineses. As forças norte-vietnamitas e os vietcongues, desejando manter seus santuários e linhas de abastecimento do Vietnã do Norte, lançaram imediatamente ataques armados contra o novo governo. Sihanouk pediu a seus seguidores para ajudarem a derrubar o golpe militar, apressando a eclosão da Guerra Civil cambojana. Logo, rebeldes do Khmer Vermelho começaram a ganhar apoio. No entanto, de 1970 até ao início de 1972, o conflito cambojano foi, em grande parte, entre o governo e o exército do Camboja e as forças armadas do Vietnã do Norte. Como o novo regime político recuperou o controle do território cambojano, os comunistas vietnamitas impuseram uma nova infraestrutura política, que acabou por ser dominada pelos comunistas cambojanos, referidos agora como o Khmer Vermelho. Entre 1969 e 1973, forças da República do Vietnã e dos Estados Unidos bombardearam o Camboja, em um esforço para interromper os vietcongues e o Khmer Vermelho.
Documentos descobertos a partir dos arquivos soviéticos, depois de 1991, revelam que a tentativa norte-vietnamita de invadir o Camboja em 1970 foi lançada a pedido explícito do Khmer Vermelho e negociado por Pol Pot, e em seguida, por Nuon Chea.
Entre 1969 e 1973, os rebeldes bombardearam os aviões sul-vietnamitas e norte-americanos, em um esforço para combater o Vietcong e o Khmer Vermelho. Dois milhões de cambojanos foram feitos refugiados pela guerra e fugiram para Phnom Penh. As estimativas do número de cambojanos mortos durante estes bombardeios varia, assim como o ponto de vista dos efeitos do bombardeio. A Sétima Força Aérea americana argumentou que o bombardeio impediu a queda de Phnom Penh em 1973, matando 16 000 dos 25 500 combatentes do Khmer Vermelho sitiando a cidade. Outros têm argumentado que o bombardeio levou os camponeses a aderir ao Khmer Vermelho. Argumenta-se ainda que o Khmer Vermelho "teria vencido de qualquer maneira", mesmo sem a intervenção americana para ajudar a recrutar, mas que os Estados Unidos teriam tido um papel importante por detrás da principal causa do sucesso do Khmer Vermelho.

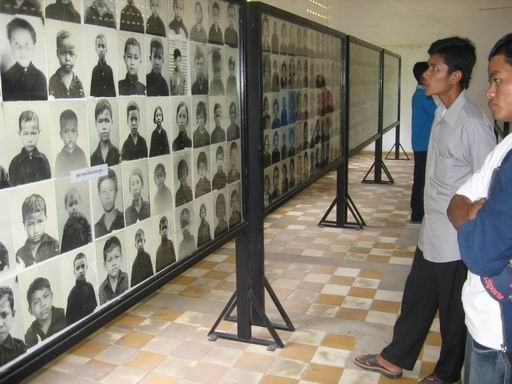
Interior do Museu Tuol Sleng, com fotos de algumas das vítimas do genocídio.

Com o fim da guerra, um relatório americano afirma que o país enfrentou a fome em 1975, 75% de todos os animais foram mortos e a replantagem para a próxima safra fora feita com o trabalho árduo de pessoas gravemente desnutridas.
O Khmer Vermelho chegou a Phnom Penh e tomou o poder em 1975, sendo um regime, liderado por Pol Pot, mudando o nome oficial do país para Kampuchea Democrático, e foi fortemente influenciado e apoiado pela China. Eles imediatamente enviaram toda a população em marchas forçadas para projetos de trabalho rural, tentando reconstruir a agricultura do país no modelo do século XI, descartaram a medicina ocidental e destruíram templos, bibliotecas, e todas aquelas expressões vistas como influências ocidentais. Entre um e dois milhões de cambojanos, de uma população de 8 milhões, morreram executados, por excesso de trabalho, fome e doença. As estimativas do número de mortos varia, mas a maioria das fontes dão um número entre 1,7 e 2 milhões.
Esta época deu origem ao termo "Killing Fields" ("Campos de Matança") e a prisão de Tuol Sleng se tornou famosa por seu assassinato em massa. Centenas de milhares de pessoas fugiram pela fronteira para a vizinha Tailândia. O regime afetou minorias étnicas como os Cham, que foram massacrados e mais que a metade da população da etnia foram mortos. No final da década de 1960, uma estimativa de 425 mil pessoas de etnia chinesa viviam no Camboja, mas em 1984, devido ao genocídio promovido pelo Khmer Vermelho e a emigração, apenas cerca de 61 400 chineses viviam no país. Profissionais como médicos, advogados e professores, também foram afetados, já que eram vistos como um sinal forte de intelectualismo.

## Ocupação vietnamita e transição
Em novembro de 1978, tropas vietnamitas invadiram o Camboja em resposta a incursões fronteiriças iniciadas pelo Khmer Vermelho. Os cambojanos que viviam em área fronteiriça passaram a ser perseguidos pelo Khmer Vermelho, com os vietnamitas também sofrendo esta perseguição. A República Popular do Kampuchea, um governo pró-soviético liderado pela Frente Unida para a Salvação Nacional do Kampuchea (FUNSK), um grupo de esquerdistas cambojanos que estavam insatisfeitos com o Khmer Vermelho, foi criada.
Em 1981, três anos depois que o Vietnã invadiu o país, o poder no Camboja encontrava-se indiretamente dividido entre três facções, que as Nações Unidas eufemisticamente se referiam como "Governo de Coligação do Kampuchea Democrático". Estas facções consistiam no Khmer Vermelho, na facção liderada pelo monarquista Sihanouk, e a Frente Nacional de Libertação do Povo do Khmer. A recusa do Vietname em se retirar do Camboja levou a sanções econômicas ao país por parte dos Estados Unidos e nações aliadas.
Na década de 1980, o Khmer Vermelho, com seus integrantes espalhados pela Tailândia, Estados Unidos e Reino Unido continuou a controlar grandes partes do país e atacou territórios que não dominava. Estes ataques, juntamente com o total de sanções econômicas a partir dos Estados Unidos e seus aliados, fez a reconstrução do país ser praticamente impossível e deixou-o na miséria. Os esforços de paz começaram em Paris em 1989, resultando, em outubro de 1991, em um acordo de paz abrangente. A Organização das Nações Unidas (ONU) impôs um cessar-fogo e passou a lidar com os refugiados e com o desarmamento.

## Restauração da monarquia

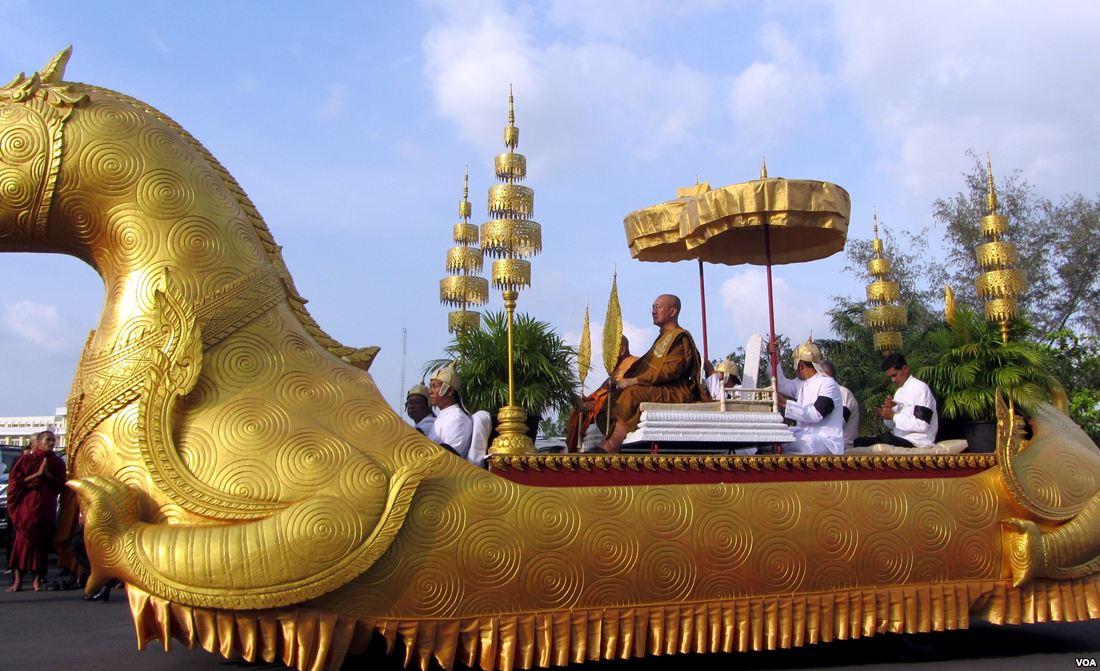
Cortejo fúnebre do rei Norodom Sihanouk.

Nos últimos anos, os esforços de reconstrução evoluíram e levaram a estabilidade política na forma de uma democracia multipartidária e uma monarquia constitucional. Norodom Sihanouk foi restaurado como Rei do Camboja em 1993, e abdicou em 2004 em favor de um de seus filhos, Norodom Sihamoni, escolhido como o novo rei.
A estabilidade estabelecida após o conflito foi brevemente abalada em 1997, quando surgiram confrontos entre apoiantes da Funcinpec e do Príncipe Norodom Ranariddh de um lado, e o primeiro-ministro Hun Sen, do outro lado. Hun Sen chamou os confrontos de "uma tentativa de golpe" e Ranariddh foi expulso do país. Entretanto, Ranariddh foi perdoado pelo rei Norodom Sihamoni em 2008 e voltou do exílio.
Em julho de 2010, Kang Kek Iew foi o primeiro membro do Khmer Vermelho considerado culpado de crimes de guerra e crimes contra a humanidade em seu papel como o ex-comandante do campo de extermínio S21, tendo sido condenado à prisão perpétua. Pol Pot, líder do grupo, morreu de causas naturais em 1998.